# Batallón de castigo (militar)
El Batallón de castigo es una unidad militar especial, conformada por convictos para los que el servicio militar en esas unidades es o bien por la pena a la que hubieran sido condenados, o bien una alternativa a la prisión o la pena de muerte. Los condenados suelen estar custodiados por efectivos de la policía militar.
A lo largo de la historia han existido casos, como los Galvanized Yankees durante la guerra de Secesión estadounidense, los batallones de infantería ligera de África en el Imperio colonial francés, o los Strafbataillon alemanes durante la Segunda Guerra Mundial. Otra unidad alemana de castigo especialmente conocida es la Brigada Dirlewanger, que además se hizo famosa por sus asesinatos y crímenes de guerra durante los combates en el Frente oriental.